# Abell 2744 Y1
Abell 2744 Y1 è una galassia nana remota, situata in direzione della costellazione dello Scultore, la cui luce ha impiegato circa 13 miliardi anni per giungere fino a noi.
È stata individuata nel luglio 2014 da un team internazionale di astronomi dell'Instituto de Astrofísica de Canarias (IAC ) e dell'Univeritad de La Laguna (ULL) nell'ambito del Frontier Fields program, utilizzando i telescopi spaziali Hubble e Spitzer.
L'immagine di Abell 2744 Y1 è stata acquisita grazie al fenomeno della lente gravitazionale creato dall'enorme campo gravitazionale dell'ammasso di galassie Abell 2744 situato alla distanza di 3,5 miliardi di anni luce dalla Terra.  Abell 2744 Y1 è stata colta in un'epoca in cui l'universo aveva solo 650 milioni di anni.
Si stima che Abell 2744 Y1 abbia un diametro di circa 2300 anni luce, cioè 1/50 dell'attuale diametro della Via Lattea, ma con un tasso di formazione stellare decisamente più elevato, più di 10 volte l'attuale ritmo della nostra galassia, caratteristica tipica delle galassie dell'Universo primordiale.